# 拉瓦勒-罗克瑟济耶尔
拉瓦勒-罗克瑟济耶尔（法語：Laval-Roquecezière，法語發音：[laval ʁɔksəzjɛʁ]）是法国阿韦龙省的一个市镇，属于米约区。该市镇于1833年由原市镇拉瓦勒（Laval）和罗克瑟济耶尔（Roquecezière）合并而成。

## 地理
拉瓦勒-罗克瑟济耶尔（43°48'25"N, 2°38'52"E）面积30.66 平方千米，位于法国奧克西塔尼大區阿韦龙省，该省份为法国南部内陆省份，位于法國中央高原南部，北起顺时针与康塔爾省、洛泽尔省、加尔省、埃罗省、塔恩省、塔恩-加龙省和洛特省接壤。
与拉瓦勒-罗克瑟济耶尔接壤的市镇（或旧市镇、城区）包括：孔布雷、普斯托米、朗斯河畔圣塞尔南、圣瑟韦迪穆斯捷、拉卡佩勒埃斯克鲁、圣萨尔维-德卡尔卡韦斯。
拉瓦勒-罗克瑟济耶尔的时区为UTC+01:00、UTC+02:00（夏令时）。

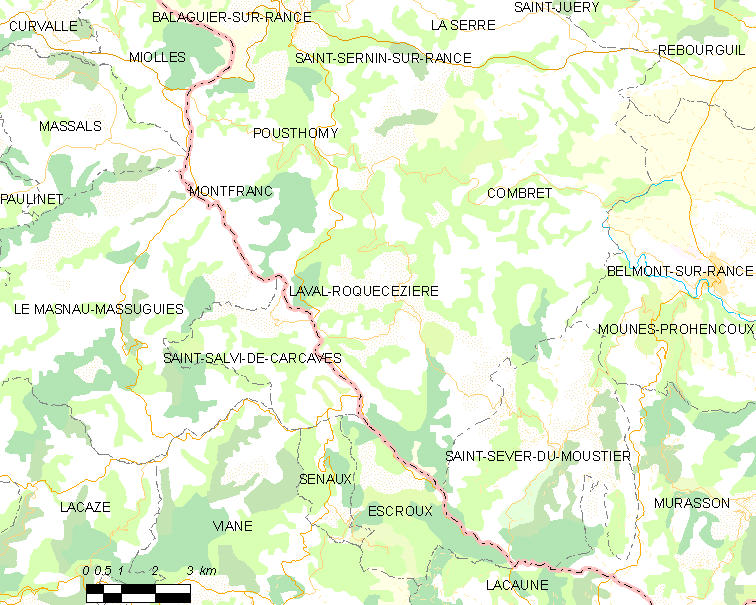
拉瓦勒-罗克瑟济耶尔的OSM定位图

## 行政
拉瓦勒-罗克瑟济耶尔的邮政编码为12380，INSEE市镇编码为12125。

## 政治
拉瓦勒-罗克瑟济耶尔所属的省级选区为科斯-鲁日耶县。

## 人口

1962-2008年间拉瓦勒-罗克瑟济耶尔人口变化图示

拉瓦勒-罗克瑟济耶尔于2022年1月1日时的人口数量为294人。